# Aquitardo
Um aquitardo é uma formação geológica que, embora possa armazenar quantidades importantes de água, é de natureza semipermeável e portanto transmite água a uma taxa muito baixa - o que inviabiliza o seu aproveitamento a partir de poços e/ou furos de captação de água.
Trata-se portanto de rochas capazes de armazenar e transmitir águas subterrâneas, embora a possibilidade de sua exploração econômica seja inferior à dos aquíferos; estes podem não só armazenar mas também transmitir água, já que o material de origem é permeável. Entretanto, em determinadas condições, os aquitardos podem ser muito importantes para a recarga vertical dos aquíferos.